# Markéta Marie Alacoque
Svatá Markéta Marie Alacoque (22. července 1647 L'Hautecour, Francie – 17. října 1690 Paray-le-Monial, Francie) byla mystička a řeholnice řádu vizitantek, která se zasloužila o zavedení svátku Nejsvětějšího srdce Ježíšova.

## Život
Markéta Marie Alacoque se narodila dne 22. července 1647 v malé vesnici L'Hautecour (Verosvres) ve východní Francii. Byla nejmladší z šesti dětí. Část dětství prožila u své kmotry na zámku Corcheval (právě kmotra Markéta od Svaté lásky se zasloužila o rozvoj dívčina duchovního života). Další období bylo poměrně složité, neboť její otec, jež pracoval jako královský notář, zemřel, když bylo Markétě osm let. Byla poslána na výchovu ke klariskám do města Charolles, kde zůstala dva roky. Po návratu z kláštera pobývala se svou matkou a sourozenci u Markétina strýce, neboť do jeho rukou přešel všechen jejich majetek. On s nimi však zacházel jako se služebnictvem. V té době Markéta těžce ochořela zřejmě dětskou obrnou. Z tohoto onemocnění se zázračně uzdravila a právě díky tomu se rozhodla pro duchovní cestu. Její matka se ale s tím nechtěla smířit a pokoušela se Markétu provdat. I přes matčino naléhání zůstala pevná ve své víře sloužit Bohu. S definitivním rozhodnutím čekala celé čtyři roky. Již v tomto mladém věku mívala Markéta vize Kristovy tváře a slýchala hlasy, které k ní promlouvaly a nabádaly ji k řeholnímu životu. Ve dvaadvaceti letech byla biřmována a přijala jméno Marie. Rádcem v jejím rozhodování byl františkánský poutník, který se na krátký čas u nich ubytoval. Připravil Markétu Marii na její generální zpověď.

### Paray-le-Monial
Roku 1671 se stala novickou řádu Navštívení Panny Marie (vizitantky) ve městě Paray-le-Monial v Burgundsku (asi 30 km severozápadně od jejího rodného místa). Magistra novicek byla velice chápavá, údajně uměla rozeznat boží vnuknutí a pomáhala Markétě s rozjímáním a objasněním jejích vidění. A právě kvůli těmto viděním nebyla Markéta Marie mezi řeholnicemi příliš oblíbená a byla vystavována častému posměchu a ponižování. Toto vše ji však ve víře jen utvrzovalo. Její skutky při pokání překračovaly dovolenou mez, a proto se snažila tyto svolení rozšířit. Zakoušela mezní hranice tělesného utrpení proto, aby se zalíbila Bohu. To ovšem sestra představená nechtěla dopustit a kárala Markétu za toto činění.
| „ | Co to znamená, má dcero?! Myslíš, že se líbíš Bohu, když překračuješ hranice poslušnosti, která je základem a hlavním sloupem této kongregace, nikoliv přísnost? | “ |

 – z Vlastního životopisu Markéty Marie Alacoque
V klášteře měli způsob modliteb přikázán, ale světice žádala o zvláštní program modliteb a rozjímání. Za tuto troufalost ji byla přidělena ještě práce navíc. Všechna vidění, která zatím měla, byla jen jakousi přípravou na daleko důležitější. To přišlo roku 1672. Ježíš vyjevil Markétě Marii tajemství svého Srdce a sdělil ji důležité poselství. (Tato zjevení se poté ještě asi třikrát opakovala a to do roku 1675).
V té době měl klášter novou představenou, která i přes náklonnost k ní chtěla její první sliby do kongregace odložit, a to právě kvůli viděním. Ale sám Ježíš, prostřednictvím dalšího Markétina vidění, se údajně sestře představené za Markétu zaručil, aby se přijetí již dále neprodlužovalo. Ještě téhož roku (6. listopadu 1672) složila tedy Markéta slib a v klášteře pracovala jako pomocná ošetřovatelka. Spolusestry ale stále nevěřily ve skutečnost jejích duchovních stavů, a proto ji káraly a ukládaly pokání za sebemenší provinění. Od roku 1673 dostala Markéta za úkol sepisovat veškeré své vnitřní pocity. To měla činit, i když to bylo proti její vůli.

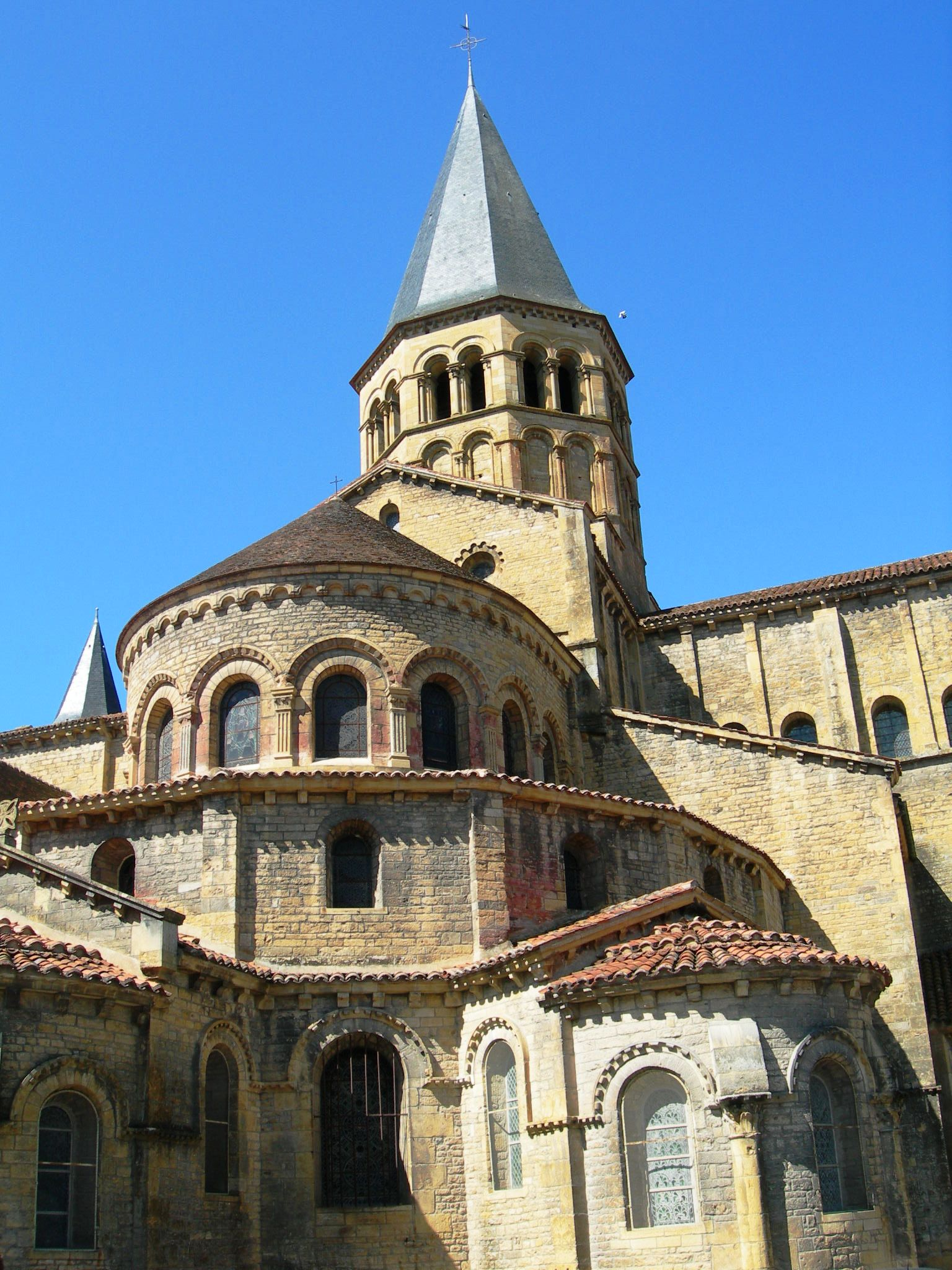
Klášter Paray-le-Monial

### Vzory sv. Markéty Marie Alacoque
Jedním z duchovních vzorů Markéty Marie byl zakladatel řádu Navštívení sv. František Saleský. Jeho nauka spočívala v tom, aby se člověk ke svým spáchaným hříchům nevracel, neboť toto podporuje růst sebelásky a malověrnosti. Tvrdil, že je třeba se ponížit, prosit za odpuštění a dále se tím nezaobírat.
Další vzorem byla spoluzakladatelka řádu Navštívení sv. Jana de Chantal. Markéta podstupovala svou duchovní cestu stejně jako její předchůdkyně, a to hlubokým sebezapřením a překonáváním sebe samé (součástí Markétina pokání bylo překonání odporu k pozření sýra, což bylo umocněno tím, že se ve Francii sýr podával jako dezert téměř po každém obědě či večeři).
Roku 1675 se seznámila s jezuitou Claudiem de la Colombière, který jí byl nápomocen v hledání dalších cest k Bohu. Jeho příchod chápala Markéta jako Boží vůli. Seznala, že právě on je ten, kdo ji naučí nalézt čistší lásku k Bohu. Sdělila mu „velké tajemství Ježíšova srdce“, aby jej poté mohl šířit dále do ciziny (otec Claudius odcestoval roku 1676 do Anglie, avšak nadále s Markétou udržoval písemný kontakt).

### Vidění
Když v roce 1672 prožila své první velké zjevení, vůbec netušila, že ji přivede k jejímu celoživotnímu poslání. Světice spatřila kříž, pod kterým bylo srdce probodnuté trny, jako připomínka urážení za Kristova života. Ježíš ji žádal o bezmeznou lásku k Jeho Srdci a také, aby šířila toto poselství dál (prostřednictvím otce Claudia a svých bývalých představených z kláštera Navštívení).

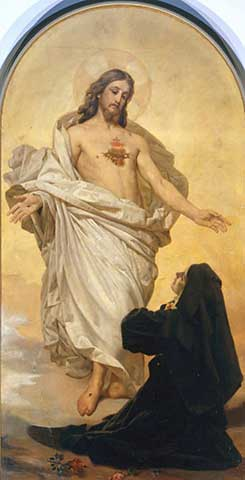
Ježíš odhaluje Markétě Marii své srdce

Až extáze v kapli Navštívení Paray-le-Monial roku 1674 (dnes poutní místo a hrob Markéty Marie Alacoque) ji přiměla založit každoroční liturgickou slavnost. Ježíš jí tehdy přislíbil dary a milosti pro ty, jež budou plni lásky k jeho Srdci. Přitom měl i stížnost vůči lidem, kteří se odvrací od víry, jsou nevděční za jeho oběť na kříži a pohrdají jím. Při vidění upadala do mrákot i na mnoho dní.
Poslední z velkých vidění se událo v rozmezí asi 7 dní, a to od 13. do 20. června 1675. Kristus si opět stěžoval na malověrnost lidí, jejich pohrdání a neúctu. Pro toto poselství byl také pravý čas kvůli šířícímu se jansenismu (učení, které kázalo o Boží spravedlnosti, nikoliv však o milosrdenství).

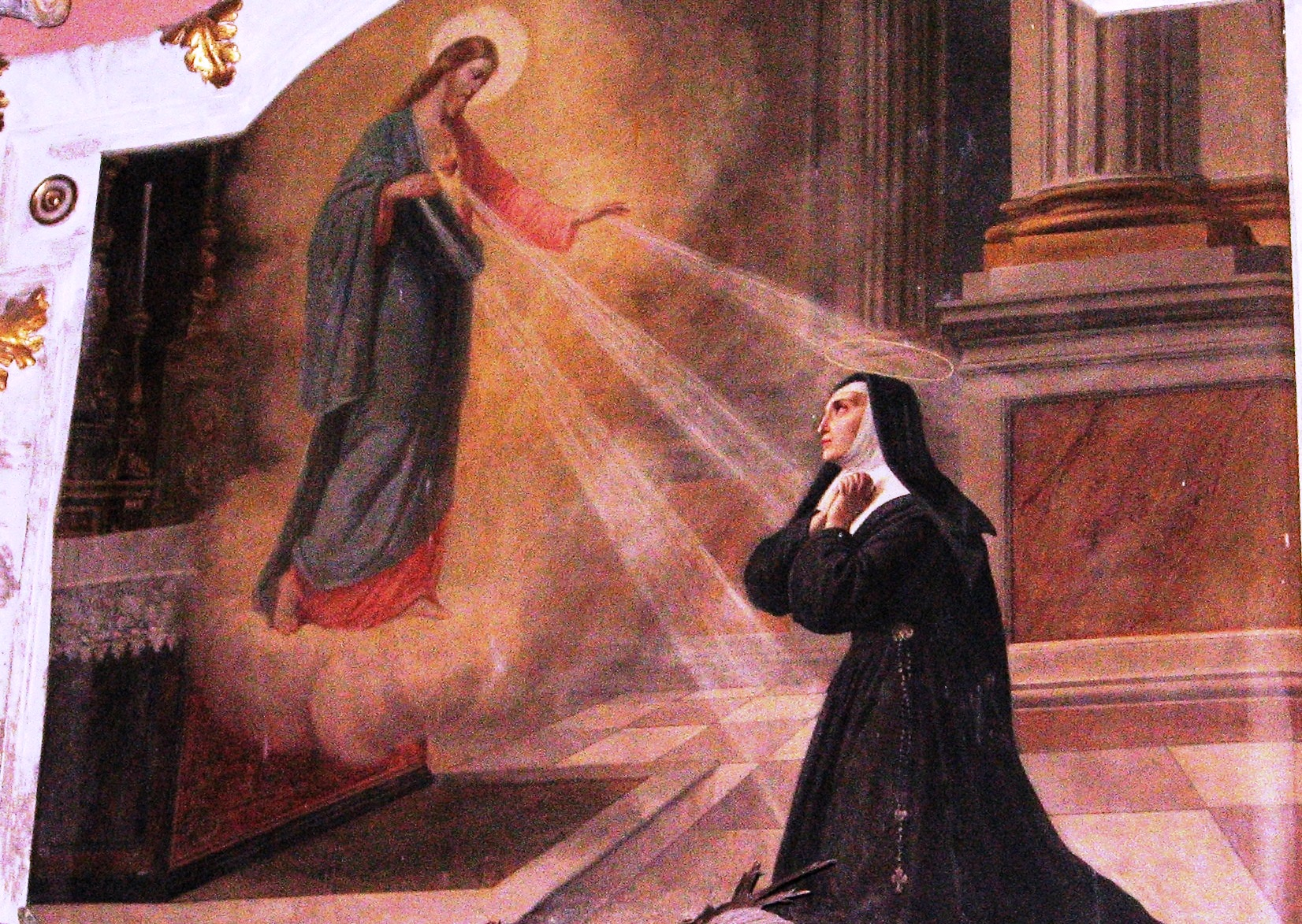
Vidění svaté Markéty Marie

Roku 1678 přišla do Paray-le-Monial nová představená, která se jmenovala matka Greyfié. Tato řeholnice si potrpěla na pořádek a povinnost. Neměla ráda žádné extravagantní postupy a chování, i přesto však cítila k Markétě náklonnost. A právě s ní se Ježíš údajně dohodl (skrze Markétu) na sepsání darovací listiny. Markéta měla být již plně zasvěcena kultu Nejsvětějšího Srdce Ježíšova. Tuto smlouvu musela světice sepsat vlastní krví, podle toho, co jí bylo diktováno Pánem, a jako jeho podpis si měla do hrudi nožem vyřezat jméno Ježíš Kristus.
Téhož roku byl v Anglii zatčen otec Claudius za pomoc lidem mimo dům vévodkyně z Yorku (měl být jejím zpovědníkem, a to na pozvání následníka trůnu Jakuba II.). V Anglii potom také 15. února 1682 umírá (otec Claudius sepsal spis s názvem Duchovní cvičení, v němž se zmiňuje o Markétě Marii).
Roku 1684 měl klášter další novou představenou. Byla jí matka Melin a Markéta se stala její asistentkou. Tím získala mezi sestrami větší důvěry a váženosti. Později jí byla přidělena i funkce magistry novicek.

Svátek Nejsvětějšího Srdce Ježíšova se poprvé pravidelně začal slavit 20. července 1685. Markéta jej šířila i pomocí korespondence s bývalými představenými kláštera. Obsahem dopisů bylo i dvanáct přislíbení, ve kterých Ježíš přislibuje náklonnost a požehnání těm, jež budou uctívat obraz jeho Srdce. Šíření kultu se stalo zvláštním posláním jezuitského řádu.

Markéta svůj život chtěla završit ukřižováním (Pán jí ukázal duše obtěžkané hříchy, aby zakusila tíži kříže). 16. října přijala svátost nemocných a 17. října 1690 zemřela po čtyřicetidenním soustředění, kdy se připravovala na svůj odchod z tohoto světa.
Markéta Marie Alacoque byla roku 1864 blahoslavena papežem bl. Piem IX. Za svatou byla poté prohlášena dne 13. května 1920, a to Benediktem XV. Svatá bývá zobrazována při modlitbě v hábitu vizitantek, hledíc na Boží Srdce. Ruce mívá překříženy na prsou.

## Úcta v České republice
Ostatek svaté Markéty Marie Alacoque je umístěn v novém oltáři kostela Nejsvětějšího srdce Páně na pražských Vinohradech, který navrhli architekti Josef Pleskot a Norbert Schmidt. Oltář je zhotoven z karrarského mramoru. Současně byly provedeny další úpravy v kostele. Byl zhotoven nový sedes a zrestaurován celý prostor kněžiště. Oltář byl předán do užívání dne 24. listopadu 2018.